# Велико језеро Черокија
Велико језеро Черокија (енгл. Grand Lake o' the Cherokees) је вештачко језеро у Сједињеним Америчким Државама. Налази се на територији америчке савезне државе Оклахома. Површина језера износи 189 km².